# Partit Liberal (Japó, 1950)
El Partit Liberal (自由党, Jiyutō) fou un partit polític japonés actiu des de 1950 fins a 1955. El seu lider i fundador va ser el Primer Ministre del Japó Shigeru Yoshida.
El partit va ser el resultat de la unió del Partit Democràtic Liberal liderat pel primer ministre Shigeru Yoshida (que tenia majoria a la Cambra de Representants ) i 22 diputats de la facció de l'Aliança del Partit Democràtic, tot i que el líder de l'Aliança, Takeru Inukai, i una facció de la mateixa no hi van participar.
El 1955 el partit es va dissoldre per donar pas a un nou partit que funciona fins a l'actualitat: el Partit Liberal Democràtic, també presidit per Yoshida.

## Resultats electorals

### Cambra de Representants
| Any  | Líder           | Candidats | Escons    | +/- | Govern   |
| ---- | --------------- | --------- | --------- | --- | -------- |
| 1952 | Shigeru Yoshida | 475       | 240 / 466 | =   | Govern   |
| 1953 | Shigeru Yoshida | 316       | 199 / 466 | 41  | Govern   |
| 1955 | Taketora Ogata  | 248       | 112 / 467 | 87  | Coalició |

### Cambra de Consellers
| Any  | Líder           | Escons    | Escons   | Govern  |
| Any  | Líder           | Obtinguts | Total    | Govern  |
| ---- | --------------- | --------- | -------- | ------- |
| 1950 | Shigeru Yoshida | 52 / 132  | 76 / 250 | Minoria |
| 1953 | Shigeru Yoshida | 46 / 128  | 93 / 250 | Minoria |

## Líders
| # | Nom             | Foto | Inici                 | Final                  |
| - | --------------- | ---- | --------------------- | ---------------------- |
| 1 | Shigeru Yoshida |      | 1 de març de 1950     | 8 de desembre de 1954  |
| 2 | Taketora Ogata  |      | 8 de desembre de 1954 | 15 de novembre de 1955 |